# Bisdom Włocławek

Bisdommen in Polen
14. Aartsbisdom Gniezno
15. Bisdom Bydgoszcz
16. Bisdom Włocławek

Het bisdom Włocławek (Latijn: Dioecesis Vladislaviensis, Pools: Diecezja Włocławska) is een in Polen gelegen rooms-katholiek bisdom met zetel in de stad Włocławek. Het bisdom behoort tot de kerkprovincie Gniezno, en is, samen met het bisdom Bydgoszcz, suffragaan aan het aartsbisdom Gniezno.

## Geschiedenis
Het bisdom Włocławek werd opgericht in het jaar 996. In het jaar 1000 werd het suffragaan aan het aartsbisdom Gniezno. Vanaf de 12e eeuw voerde het de naam Bisdom Koejavië-Pommeren. Op 16 augustus 1569 werd in het bisdom een priesterseminarie gesticht.
Op 30 juni 1818 werd het bisdom door paus Pius VII met de bul Ex imposita nobis omgedoopt tot Bisdom Koejavië-Kalisz en suffragaan gesteld aan het aartsbisdom Warschau. De bisschopszetel werd verplaatst naar Kalisz. Paus Pius XI gaf het bisdom met de bul Vixdum Poloniae unitas op 28 oktober 1925 de naam bisdom Włocławek en het werd weer suffragaan aan Gniezno. De bisschopszetel ging van Kalisz weer terug naar Włocławek. Delen van het bisdom werden in 1992 door de apostolische constitutie "Totus Tuus Poloniae populus" door paus Johannes Paulus II aan het nieuw gevormde bisdom Kalisz toegevoegd.

## Afbeeldingen

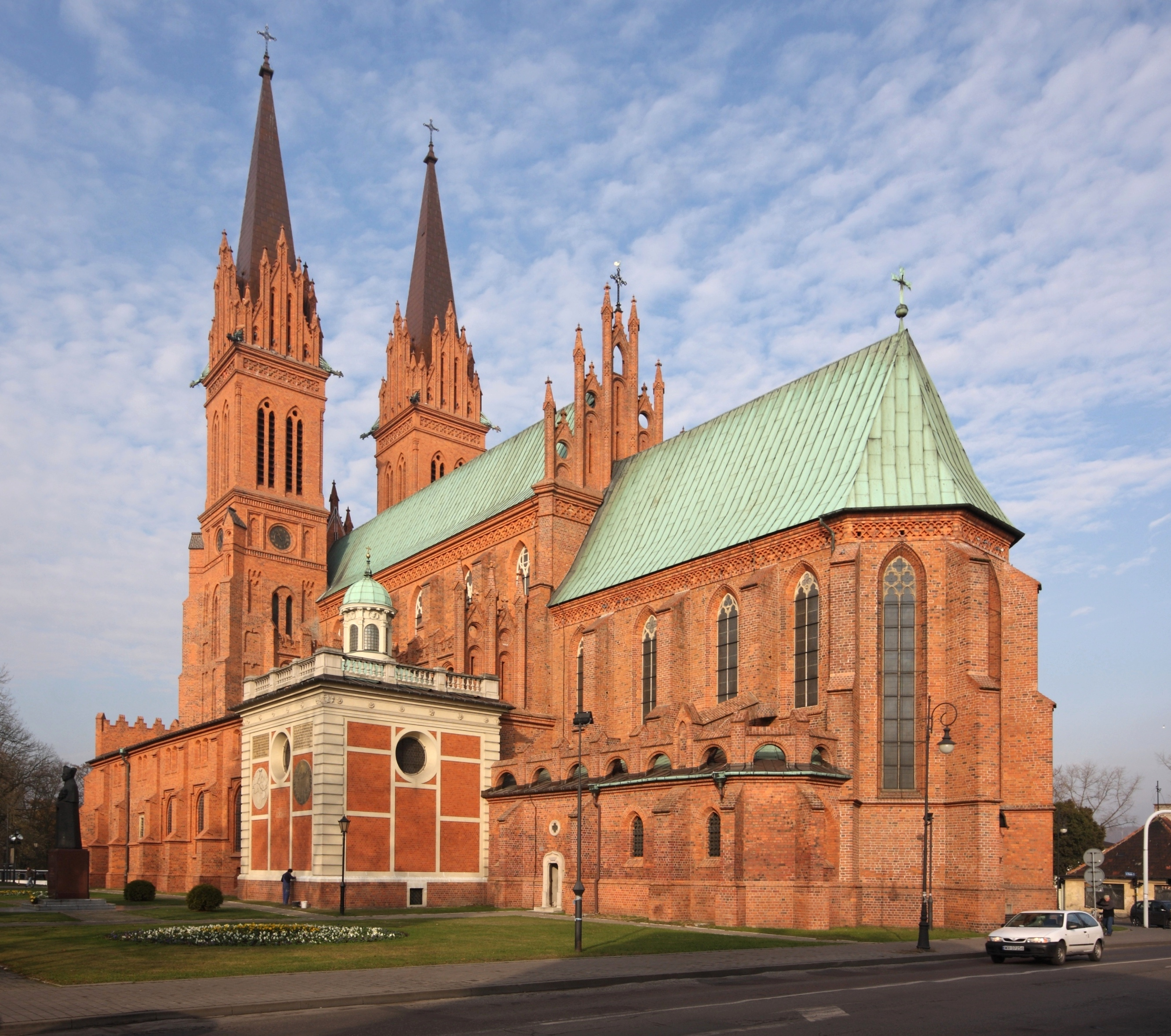
Kathedraal van Włocławek
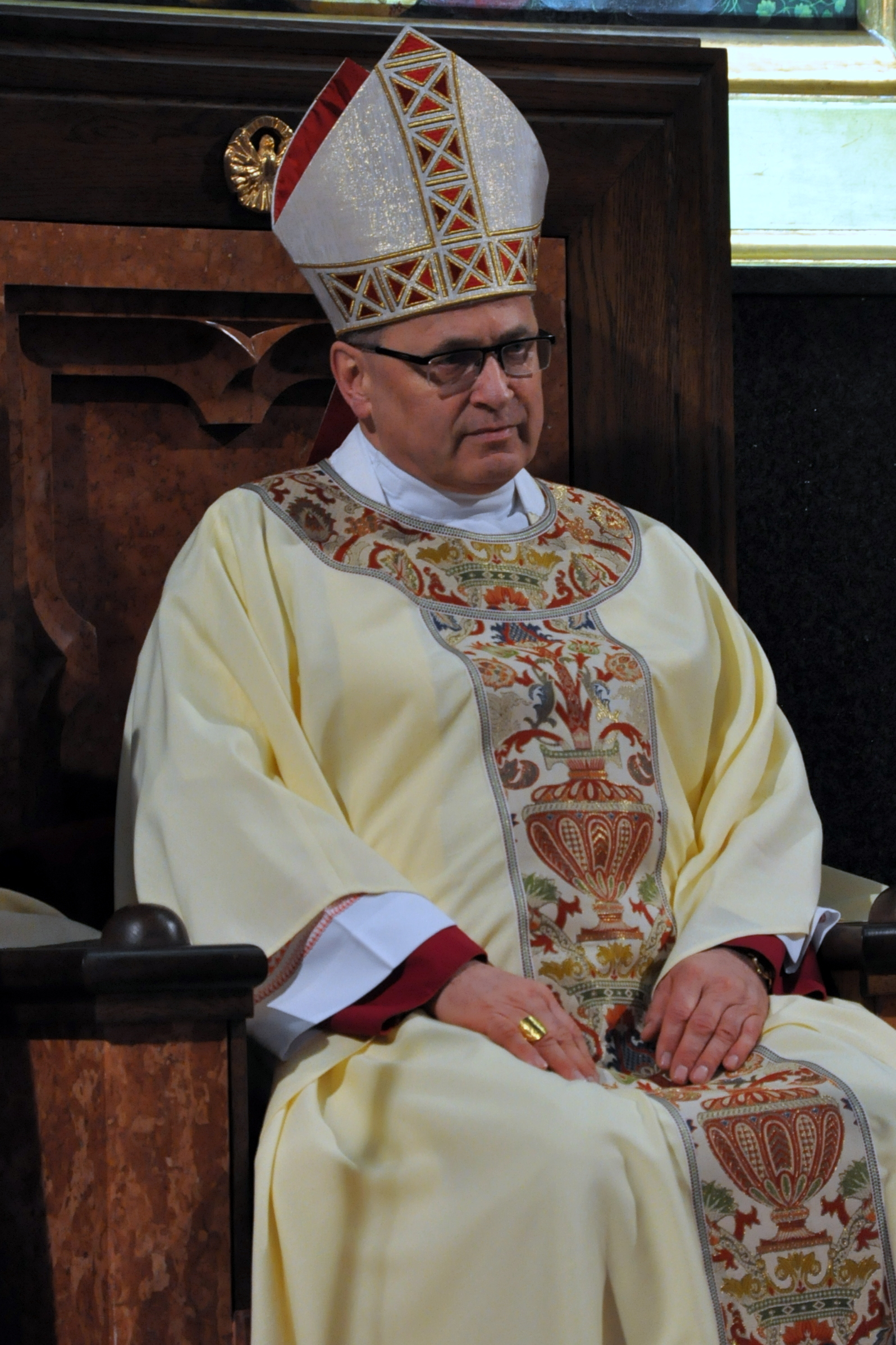
Bisschop Wiesław Mering